# Otfrid Foerster
Otfrid Foerster (Breslávia, 9 de novembro de 1873 — Breslávia, 15 de junho de 1941) foi um neurologista alemão.

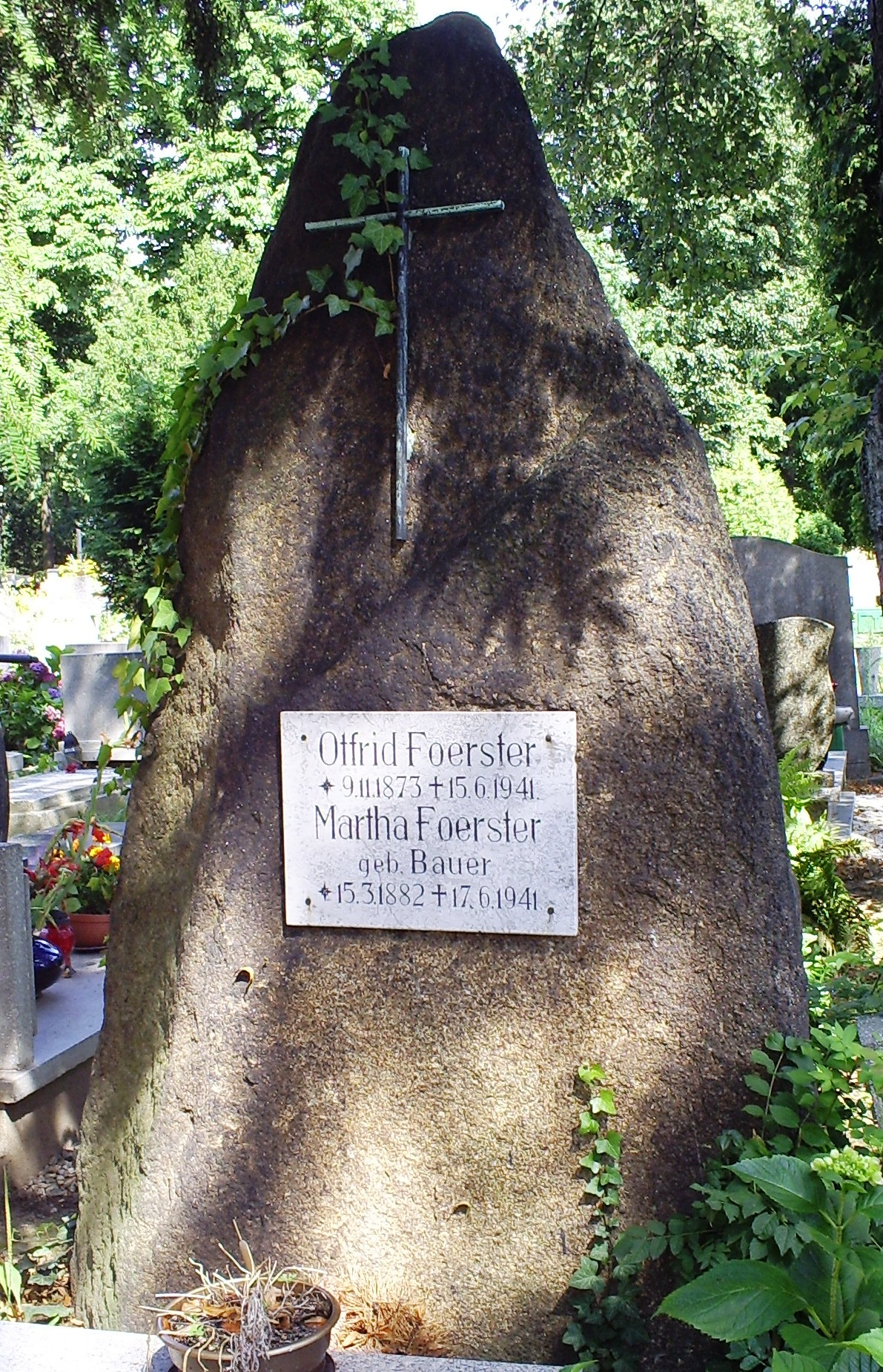
Sepultura de Otfrid Foerster no cemitério de St. Lawrence em Wroclaw